# 노무사 노무진
노무사 노무진은 2025년 5월 30일부터 2025년 6월 28일까지 방송된 MBC 금토 드라마이다.

## 기획 의도
노무사로 일하는 주인공을 중심으로 다양한 근로 현장에서 일어나는 갈등과 인간 관계를 담은 드라마

## 제작진

### 극본
- 김보통
- 유승희

### 연출
- 임순례
- 이한준

## 등장 인물

### 주요 인물
- 정경호 : 노무진 역 - 유령보는 노무사, 미주의 남편. 희주의 형부.
- 설인아 : 나희주 역 - 화끈한 전투력의 소유자, 무진의 처제. 미주의 여동생.
- 차학연 : 고견우 역 - 기자 출신 크리에이터
- 탕준상 : 보살 역 - 초짜 노무사 노무진을 괴롭히는 갑질 끝판왕, 죽음을 눈앞에 둔 무진의 앞에 온 몸에 화염을 내뿜으며 나타난 무진의 구원자.
- 유선호 : 허윤재 역 - 뭐든 열심히 해서 왠지 짠한 알바 인생

### 무진의 가족
- 전국향 : 양은자 역 - 가진 건 의리와 투쟁본능 뿐! 모전자전 무진의 엄마, 배운 것 없고 가진 것 없어 청소노동자로 일하고 있지만 성실하고 의리 있는 무진의 엄마. 택용의 아내. 미주의 시어머니. 희주의 사돈어른.
- 최홍일 : 노택용 역 - 멋대가리는 없지만 묵묵하고 성실한 무진의 아빠, 미주의 시아버지. 은자의 남편. 희주의 사돈어른.

### 기타 인물
- 박수오 : 이민욱 역
- 곽지숙 : 이민욱의 어머니 역
- 연제욱 : 이재성 역 - 태협철강 이사, 사장의 아들
- 김귀선 : 태협철강 사장 역
- 아누팜 트리파티 : 니말 역 - 태협철강 외국인 노동자
- 크리스찬 라가힛 (Christian Lagahit) : 알리 역 - 태협철강 외국인 노동자
- 황보름별 : 조은영 역
- 이창민 : 정엽 역 - 조은영의 남자친구
- 신주협 : 박현우 역
- 송영규 : 신부 역
- 미상 : 스님 역
- 강애심 : 김영숙 역
- 신연숙 : 박명숙 역
- 미상 : 진상 손님 역
- 임철형 : 최 사장 역

### 특별 출연
- 경수진 : 나미주 역 - 안 보면 보고 싶고, 보면 이 갈린다는 무진의 아내. 법대 커플로 만나 결혼한 무진의 아내. 희주의 언니
- 김대명 : 정민 역 (1회)
- 김강현 : 철용 역 (1회)
- 정순원 : 윤철 역 (1회)
- 강혜원 : 이여진 역 - 견우의 옛 직장동료인 사회부 기자 (2회)
- 조은지 : 옷가게 사장 역 (2회)
- 이미도 : 무당 역 (3회)
- 옥자연 : 이서정 역 (3~4회)
- 안내상 : 오장근 역 (5~6회)
- 진선규 : 노우진 역 - 무진의 형 (5회)
- 박원상 : 한국대학교 행정실장 역 (5~6회)
- 문소리 : 문정은 역
- 최무성 : 김명안 역
- 유선호 : 허윤재 역 - 알바생
- 정경호
- 박해일 : 목소리 역

## 참고 사항
- 2024년 4월, 배우 정경호가 유튜브 웹 예능 나영석의 와글와글에 출연해 제작에 차질이 있어 보인다는 이야기를 하기도 했으나[1] 이후 MBC에 편성이 확정되면서 본격적으로 제작에 들어가 9월부터 촬영이 시작됐다.
- 주요 스트리밍 플랫폼 중 하나가 쿠팡플레이인데, 아이러니하게도 후반부 에피소드에서 이천 쿠팡 덕평 물류센터 화재 사고와 유사한 소재의 사건[2]을 사회고발 대상으로서 다루고 있다.
- 총 10부작 중 6회분까지는 매주 2회분씩 할애해 하나의 산업재해 사건을 다루었으나, 7회에서 평소 노무진과 안면이 있던 사람의 사건을 단일 회차로 다룬 후 마지막 남은 회차를 '대형 산재'[3]로 시작하는 '명음건설' 에피소드 3부작으로 다루는 방식을 취했다. 방영 전부터 대대적으로 보도 되었던 문소리의 특별출연 역시 이 3부작에서 이루어졌다.

## 같이 보기
- 대한민국의 텔레비전 드라마 목록 (ㄴ)
- 2025년 대한민국의 텔레비전 드라마 목록